# Olizy-Primat
Olizy-Primat é uma comuna francesa na região administrativa de Grande Leste, no departamento das Ardenas. Estende-se por uma área de 21,35 km². Em 2010 a comuna tinha 245 habitantes (densidade: 11,5 hab./km²).